# Ausschluss vom Richteramt
Ein Ausschluss vom Richteramt liegt vor, wenn ein Richter kraft Gesetzes in einer bestimmten Angelegenheit nicht tätig werden darf. 

## Rechtsgrundlagen
Der Ausschluss vom Richteramt ist geregelt in § 41 ZPO, § 22, § 23 StPO. Andere Verfahrensordnungen wie § 6 FamFG, § 54 VwGO, § 60 SGG verweisen auf diese Vorschriften oder enthalten eigene Bestimmungen wie § 18 BVerfGG. In den Fällen des Ausschlusses vom Richteramt liegt im Hinblick auf den Grundsatz des gesetzlichen Richters gemäß Art. 101 Abs. 1 Satz 2 GG eine derart eklatante Interessenkollision vor, dass sich die Ausübung des Richteramts kraft Gesetzes verbietet.
Die gesetzlichen Ausschlussgründe sind von Amts wegen zu berücksichtigen. Die Besorgnis der Befangenheit muss dagegen mit einem Ablehnungsgesuch geltend gemacht werden. Ein Richter, der kraft Gesetz von der Ausübung des Richteramtes ausgeschlossen ist, darf jedoch an dem Verfahren auch dann nicht mitwirken, wenn kein Ablehnungsgesuch gegen ihn gestellt wird.

## Einzelne Ausschlussgründe

### Zivilprozessordnung
Ein Richter ist gemäß § 41 ZPO von der Ausübung des Richteramtes kraft Gesetzes ausgeschlossen:
- in Sachen, in denen er selbst Partei ist oder bei denen er zu einer Partei in dem Verhältnis eines Mitberechtigten, Mitverpflichteten oder Regresspflichtigen steht;
- in Sachen seines Ehegatten, auch wenn die Ehe nicht mehr besteht;
- in Sachen seines Lebenspartners, auch wenn die Lebenspartnerschaft nicht mehr besteht;
- in Sachen einer Person, mit der er in gerader Linie verwandt oder verschwägert, in der Seitenlinie bis zum dritten Grad verwandt oder bis zum zweiten Grad verschwägert ist oder war;
- in Sachen, in denen er als Prozessbevollmächtigter oder Beistand einer Partei bestellt oder als gesetzlicher Vertreter einer Partei aufzutreten berechtigt ist oder gewesen ist;
- in Sachen, in denen er als Zeuge oder Sachverständiger vernommen ist;
- in Sachen, in denen er in einem früheren Rechtszug oder im schiedsrichterlichen Verfahren bei dem Erlass der angefochtenen Entscheidung mitgewirkt hat, sofern es sich nicht um die Tätigkeit eines beauftragten oder ersuchten Richters handelt;
- in Sachen wegen überlanger Gerichtsverfahren, wenn er in dem beanstandeten Verfahren in einem Rechtszug mitgewirkt hat, auf dessen Dauer der Entschädigungsanspruch gestützt wird;
- in Sachen, in denen er an einem Mediationsverfahren oder einem anderen Verfahren der außergerichtlichen Konfliktbeilegung mitgewirkt hat.

### Strafprozessordnung
Ein Richter ist gemäß § 22 StPO von der Ausübung des Richteramtes kraft Gesetzes ausgeschlossen,
- wenn er selbst durch die Straftat verletzt ist;
- wenn er Ehegatte, Lebenspartner, Vormund oder Betreuer des Beschuldigten oder des Verletzten ist oder gewesen ist;
- wenn er mit dem Beschuldigten oder mit dem Verletzten in gerader Linie verwandt oder verschwägert, in der Seitenlinie bis zum dritten Grad verwandt oder bis zum zweiten Grad verschwägert ist oder war;
- wenn er in der Sache als Beamter der Staatsanwaltschaft, als Polizeibeamter, als Anwalt des Verletzten oder als Verteidiger tätig gewesen ist;
- wenn er in der Sache als Zeuge oder Sachverständiger vernommen ist.

§ 23 StPO nennt zusätzlich die vorherige Mitwirkung
- bei einer durch ein Rechtsmittel angefochtenen Entscheidung
- bei einer durch einen Antrag auf Wiederaufnahme des Verfahrens angefochtenen Entscheidung.

### Verwaltungsprozessrecht
Im Verwaltungsprozessrecht ist zusätzlich zu den Gründen im Zivilrecht ein Richter nach § 54 VwGO auch dann von der Ausübung des Richteramtes kraft Gesetzes ausgeschlossen, wenn er im vorausgegangenen Verwaltungsverfahren mitgewirkt hat. Diese Vorschriften gelten für den Sozialgerichts- und den Finanzgerichtsprozess entsprechend. (§ 60 SGG, § 51 FGO)

### Bundesverfassungsgerichtsgesetz
Ein Richter des Bundesverfassungsgerichts ist von der Ausübung seines Richteramtes gemäß § 18 BVerfGG ausgeschlossen, wenn er
- an der Sache beteiligt oder mit einem Beteiligten verheiratet ist oder war, eine Lebenspartnerschaft führt oder führte, in gerader Linie verwandt oder verschwägert oder in der Seitenlinie bis zum dritten Grade verwandt oder bis zum zweiten Grade verschwägert ist (§ 18 Abs. 1 Nr. 1 BVerfGG) oder
- in derselben Sache bereits von Amts oder Berufs wegen tätig gewesen ist (§ 18 Abs. 1 Nr. 2 BVerfGG).[3] Dazu zählen jedoch weder die Mitwirkung im Gesetzgebungsverfahren noch die Äußerung einer wissenschaftlichen Meinung zu einer Rechtsfrage, die für das Verfahren bedeutsam sein kann (§ 18 Abs. 3 BVerfGG).
- auf Grund seines Familienstandes, seines Berufs, seiner Abstammung, seiner Zugehörigkeit zu einer politischen Partei oder aus einem ähnlich allgemeinen Gesichtspunkt am Ausgang des Verfahrens interessiert ist (§ 18 Abs. 2 BVerfGG).

### Landesverfassungsgerichte
Die Verfahrensordnungen verschiedener Landesverfassungsgerichte treffen bezüglich des Ausschlusses vom Richteramt folgende Regelungen:  

#### Bayern
Art. 9 BayVerfGHG verweist auf §§ 22 bis 30 StPO.

#### Brandenburg
§ 14 VGHG Brandenburg entspricht der Regelung in § 18 BVerfGG.

#### NRW
§ 14 VGHG NRW entspricht ebenfalls der Regelung in § 18 BVerfGG.

## Rechtsfolgen eines Verstoßes
Die Mitwirkung eines kraft Gesetzes von der Ausübung des Richteramts ausgeschlossenen Richters stellt sowohl im Zivil- als auch im Strafprozessrecht 
einen absoluten Revisionsgrund dar (§ 547 Nr. 2 ZPO, § 338 Nr. 2 StPO).